# Nersac
Nersac település Franciaországban, Charente megyében. Lakosainak száma 2258 fő (2022. január 1.). Nersac La Couronne, Fléac, Linars, Roullet-Saint-Estèphe, Saint-Michel, Sireuil és Trois-Palis községekkel határos.

## Népesség
A település népessége az elmúlt években az alábbi módon változott:
| Lakosok száma | 1817 | 2110 | 2433 | 2302 | 2453 | 2398 | 2416 | 2348 | 2314 | 2258 |
|               | 1968 | 1982 | 1990 | 2006 | 2013 | 2015 | 2017 | 2019 | 2020 | 2022 |